# Annona parviflora
Annona parviflora är en kirimojaväxtart som först beskrevs av Augustin François César Prouvençal de Saint-Hilaire och som fick sitt nu gällande namn av Heimo Rainer.
Annona parviflora ingår i släktet annonor och familjen kirimojaväxter. Inga underarter finns listade i Catalogue of Life.